# 斯坦丁派恩 (密西西比州)
斯坦丁派恩（英語：Standing Pine）是位於美國密西西比州利克縣的普查規定居民點。

## 人口
根據2020年美國人口普查的數據，斯坦丁派恩的面積為9.06平方千米，當中陸地面積為9.04平方千米，而水域面積為0.02平方千米。當地共有人口517人，而人口密度為每平方千米57.06人。